# Xã Riceville, Quận Becker, Minnesota
Xã Riceville (tiếng Anh: Riceville Township) là một xã thuộc quận Becker, tiểu bang Minnesota, Hoa Kỳ. Năm 2010, dân số của xã này là 83 người.